# Vivid Summer Edition
《Vivid Summer Edition》(비비드 서머 에디션)은 다비치의 1집 Amaranth를 바탕으로 리패키지된 다비치의 1.5집 정규앨범이다.

## 발매 앨범

### CD
1. 물병 (작사 작곡 편곡: 안영민)
2. 사랑과 전쟁 (작사: 안영민 작곡: 조영수 편곡: 조영수)
3. 슬픈 다짐 (리믹스)[1] (작사: 이승호 작곡:박해운 편곡:박해문)
4. 외사랑 (작사: 김도훈, 황승진 작곡: 김도훈, 이상호 편곡: 이상호)
5. 미워도 사랑하니까 (작사, 작곡: 류재현)
6. 별이 빛나는 밤 (작사: 안영민 작곡: 안영민 편곡: 서재하)
7. 나쁘고 아픈 나 (작사: 휘성 작곡: 박근태, 편곡: 이종훈 이채규)
8. 그런거니(작사: 민명기 지원 작곡: 민명기 편곡: 박동규)
9. 립스틱 짙게 바르고 (작사: 안영민 ,작곡: 조영수 ,편곡: 조영수)
10. 슬픈 사랑의 노래 (작사: 안영민 작곡: 조영수 편곡: 조영수)
11. 겨우겨우(작사: 이희승 작곡: 한성호)
12. 이별의 반대 말 (작사: 강은경 작곡: 박해운 편곡: 박해운)
13. 슬픈 다짐 Original (작사: 이승호 작곡: 박해운 편곡: 박해운)